# Slaget vid Rheinberg
Slaget vid Rheinberg ägde rum den 12 juni 1758 i Rheinberg i Tyskland under Sjuårskriget. En fransk styrka kommenderad av Comte de Clermont och en engelsk-tysk styrka under hertig Ferdinand av Braunschweig kämpade mot varandra och ingen av dem lyckades avgöra slaget. Det var en föregångare till det mer avgörande slaget vid Krefeld nio dagar senare.